# Мот (рэпер)
Мот (настоящее имя — Матве́й Алекса́ндрович Ме́льников; род. 2 марта 1990, Крымск) — российский музыкант, певец. С 1 марта 2013 по 22 января 2022 года являлся артистом лейбла Black Star Inc.

## Биография

### Ранний период
Матвей Мельников родился в Крымске. В 5 лет вместе с семьёй переехал в Краснодар. В 10 лет начал заниматься танцами в краснодарском филиале «Тодес». После 9 классов обучения в Гимназии 82, в возрасте пятнадцати лет, переехал в Москву. Тогда же началось его увлечение хип-хопом, параллельно он занимался пением и танцами. В средней школе принимал участие в театральных школьных постановках. Окончив школу с золотой медалью, Мельников поступил в МГУ на специальность экономист-менеджер. В 2012 году защитил диплом и поступил в аспирантуру.

### Музыкальная карьера
Первые песни Мот начал писать в 2006 году: они представляли собой стёбные фристайлы, посвящённые русскому рэпу. Позже музыкант стал писать более серьёзные тексты сочинённые на музыку Касты и CunninLynguists. В 2007 году Матвей начал записываться на студии GLSS, где под инструментал от KOKA beats, в 2009 году принял участие в конкурсе «Битва за респект», где среди 2000 участников попал в Топ-40. Там он по совету Лигалайза сменил свой ник «BthaMoT2bdabot» на «Мот». В 2011 году выступал в Лужниках на Первом международном хип-хоп саммите, куда помимо известных российских рэперов приехали зарубежные исполнители: группа Onyx и Raekwon.
Дебютный альбом Мота вышел в январе 2011 года и получил название Remote. Альбом содержал 12 треков, среди которых совместные с музыкантом Ильей Киреевым, Katrin Mokko и ms. Sounday. Запись и сведение альбома производил Денис KOKA beats. В сентябре 2011 года был презентован клип на песню «Миллионы звёзд».
В феврале 2012 года увидел свет второй альбом Мота — «Ремонт». В него вошло 11 треков, а в записи приняли участие приглашённые исполнители — L’One, LIYA, Катя Нова и Илья Киреев. В октябре года вышел клип Матвея на песню «К берегам». Он снимался в родном городе Матвея Крымске, где ранее в июле того же года произошло разрушительное наводнение. Презентация клипа прошла 5 октября в клубе «Lookin Rooms». По опросу сайта Rap.ru клип «К берегам» вошёл в Топ 5 лучших русских клипов октября 2012 года. Сам трек был включён для озвучки документального фильма «Честная игра: автостоп», показанного по телеканалу Москва-24.
В середине января 2013 года Мот покидает «Soul Kitchen» и становится артистом лейбла «Black Star Inc.». В начале марта выходит первый сингл Мота на этом лейбле под названием «#МотСтелетЧоСели». Также на этот трек был выпущен клип, режиссёром которого выступил Рустам Романов. Также Мот работал над своим третьим альбомом под названием «Чёрточка», который был выпущен осенью 2013 года.
14 марта 2016 года вышел четвёртый студийный альбом «Наизнанку». Он включается в себя совместные песни с Jah Khalib, Бьянкой, Music Hayk и Артёмом Пивоваровым.
27 апреля Тимати выпустил свой пятый студийный альбом «Олимп», в нём Матвей принял участие в записи совместного трека «Новая русская мечта».
1 июня выпустил свой пятый студийный альбом «92 дня». В него вошло 10 треков, а в записи приняли участие приглашённые исполнители — Тимати, Миша Марвин, DJ Philchansky и Capella. На песни «День и ночь», «92 дня», «На дне» и «А может?!» были выпущены клипы.
23 октября 2017 года выпустил свой шестой студийный альбом «Добрая музыка клавиш», состоящий из 10 песен. В записи альбома приняли участие Артём Пивоваров, Ани Лорак и Gayana.
7 марта на концерте Егора Крида в Crocus City Hall он и Матвей представили совместный трек «Засыпай», позже этот трек вошел во второй студийный альбом Егора под названием «Что они знают?».
22 марта выпустил свой второй мини-альбом «Какие люди в Голливуде (или премия „Оскар“ с субтитрами)». В него вошло 5 треков. На 2 трека выпустил клипы:
- 24 марта — «Карты, деньги, две тарелки»;
- 22 марта — «Побег из шоубиза» и «Пролетая над коттеджами Барвихи». Это первый клип, который был снят на два трека одновременно.

20 апреля 2020 года выпустил свой седьмой студийный альбом «Парабола», состоящий из 14 песен.
В январе 2022 года у артиста закончился контракт с лейблом Black Star Incorporated, с которым он сотрудничал с 2013 года. Матвей решил не продлевать контракт и принял решение заниматься своей музыкальной карьерой самостоятельно и покинул лейбл 22 января 2022.
30 августа 2024 года выпустил свой восьмой студийный альбом «Август навсегда», состоящий из 9 песен. На 1 трек был ранее выпущен клип:
- 13 сентября 2021 года — «Август - это ты»;
- поет в закрытых вечеринках

### Семья
В августе 2016 года Матвей Мельников женился на бывшей фотомодели Марии Гураль. В апреле 2017 обвенчались и сыграли свадьбу. 22 января 2018 года у пары родился сын Соломон.

## Санкции
В апреле 2018 года Мельникову был запрещён въезд на Украину сроком на 3 года «из-за неоднократных посещений певцом аннексированного Крыма», 18 апреля 2022 года украинские пограничники не пропустили Мельникова на территорию страны.
19 октября 2022 года, на фоне вторжения России на Украину, включён в санкционный список Украины за «поддержку путинского режима».

## Дискография

### Студийные альбомы
- 2011 — Remote
- 2012 — «Ремонт»
- 2014 — Azbuka Morze
- 2016 — «Наизнанку»
- 2016 — «92 дня»
- 2017 — «Добрая музыка клавиш»
- 2020 — «Парабола»
- 2024 — «Август навсегда»

### Мини-альбомы
- 2013 — «Чёрточка»
- 2018 — «Какие люди в Голливуде (Или премия „Оскар“ с субтитрами)»

### Синглы
- 2009 — «За здоровый образ рэпа» (под псевдонимом BthaMoT2bdabot)
- 2009 — «Запах (Вступление)» feat. KOKA beats
- 2010 — «Синий» feat. KOKA beats
- 2011 — «Акуна матата»
- 2013 — «#МотСтелетЧоСели»
- 2013 — «Туса» (& Тимати, Джиган & L’One)
- 2013 — Self-Made
- 2013 — Assassin
- 2014 — «Талисман» (feat. Dimaestro)
- 2014 — «Эдем»
- 2014 — «Мама, я в Дубае»
- 2014 — «Рэп из мамы Раши»
- 2014 — «Кислород» (feat. ВИА Гра)
- 2015 — «День и ночь»
- 2015 — «Молодая кровь 2» (feat. Natan)
- 2015 — «Абсолютно всё» (feat. Бьянка)
- 2016 — «Капкан»
- 2016 — «Муссоны» (feat. Артём Пивоваров)
- 2016 — «В щепки» (& Саша Чест, Тимати & Скруджи)
- 2016 — «На дне»
- 2017 — «Сопрано» (feat. Ани Лорак)
- 2017 — «Далласский клуб злопыхателей»
- 2017 — Yellow Song
- 2017 — «Великий»
- 2017 — «Свадебная»
- 2017 — «Когда исчезнет Слово»
- 2017 — «Ливень» (feat. Артём Пивоваров)
- 2018 — «Соло»
- 2018 — «Муссоны» (& PLC, Nastika & Джей Мар)
- 2018 — «Малая»
- 2018 — «Белые ночи»
- 2018 — «Ракета» (& Тимати, Егор Крид, Скруджи, Нazима & Terry)
- 2018 — «Шаманы»
- 2018 — «Она не твоя»
- 2018 — «По буквам»
- 2018 — «Над облаками» (& Тимати, Егор Крид, Pabl.A, Скруджи & Наzима)
- 2019 — «Сколько лет» (feat. Валерий Меладзе)
- 2019 — «Для своих»
- 2019 — «Молодость»
- 2019 — «Как к себе домой»
- 2019 — «Паруса» (feat. Zivert)
- 2019 — «Перекрестки»
- 2019 — «Сталактит»
- 2019 — «Манекен» (feat. Amchi)
- 2020 — «Тарантино»
- 2020 — «Космос — это синяки»
- 2020 — «Люди»
- 2020 — «Словами с привкусом мёртвого моря…»
- 2020 — «Парабола»
- 2020 — «Бумажный дом»
- 2020 — «Спой» (feat. Миша Марвин)
- 2020 — «Гудки»
- 2020 — «Не любишь (Tribute Ратмир Шишков)» (feat. Доминик Джокер)
- 2020 — «Ковчег»
- 2021 — «Лилии» (feat. JONY)
- 2021 — «Не Бруклин» (feat. LYRIQ)
- 2021 — «Август - это ты»
- 2021 — «10 баллов» (feat. Dose)
- 2021 — Hotel Rendezvous (feat. MeMaria)
- 2021 — «Холодно не будет» (feat. Mary Gu)
- 2022 — «По душам»
- 2022 — «Тряпки от кутюр»
- 2022 — «Любовь как спецэффект»
- 2022 — «Снова МОТ стелит»
- 2022 — «Я оставлю» (feat. Григорий Лепс)
- 2023 — «Мурашками»
- 2023 — Like l Love You (feat. Amirchik)
- 2023 — «За горизонт» (feat. Artik & Asti)
- 2023 — «Случайности не случайны»
- 2024 — «Лабиринт»  (feat. Toni, Роман Бестселлер)
- 2024 — «Когда мужчина влюблён»
- 2024 — «Ангелы не спят»
- 2024 — «Баллада»  (feat. Xcho)
- 2024 — «Гимн всех вечерин» (feat. Gayana)
- 2024 — «Нехватка витамина Л...»  (feat. Ayka)
- 2024 — «Оставив сердце в Москве (Моя Москва)»
- 2025 — «Перемены - это красиво»
- 2025 — «На моральных»  (feat. Юрий Киселёв, Мари Краймбрери)
- 2025 — «Шарады»  (feat. Егор Крид)

#### Ремиксы
- 2013 — «В платье красивого цвета» (Space4Sound Remix)
- 2017 — «Когда исчезнет Слово» (Denis Agamirov & Stylezz Remix)
- 2017 — «Когда исчезнет Слово» (DJ OneDollar Remix)
- 2018 — «Соло» (DJ Noiz Remix)
- 2019 — «Паруса» (feat. Zivert) (Alex Shik & Slaving Radio Edit)
- 2020 — «Космос — это синяки» (Alex Shik Remix)
- 2020 — «На юга» (Alex Shik Remix)
- 2020 — «Гудки» (Alex Shik Radio Edit Remix)
- 2020 — «Парабола» (DFM Mix)
- 2020 — «Бумажный дом» (DFM Mix)
- 2020 — «Манекен» (feat. Amchi) (DFM Mix)
- 2020 — «Словами с привкусом мёртвого моря…» (DFM Mix)
- 2021 — «Ковчег» (DFM Mix)
- 2021 — «Любовь как спецэффект» (DFM Mix)
- 2021 — «Не бруклин» (feat. LYRIQ) (DJ Prezzplay Remix)
- 2021 — «По душам» (DFM Mix)
- 2021 — «Август - это ты» (Red Max Remix)
- 2022 — «Hotel Rendezvous» (feat. MeMaria) (DFM Mix)
- 2022 — «Гудки» (DFM Mix)

### Участие на альбомах других исполнителей
- Тимати — «13» («Ловушка»), «Олимп» («Новая русская мечта»)
- Jah Khalib — «Всё что мы любим» («Ты рядом»)
- Егор Крид — «Что они знают?» («Засыпай»)
- DJ Philchansky & DJ Daveed — «#КАМЕНОЛОМНЯ» («#МОТ»), «#КАМЕНОЛОМНЯ 2» («Папа, дай ей денег»)
- Майк Леви — «Левитация» («Настало время»)
- Zloi Negr — «Zloi Negr» («Zloi Negr»)
- Music Hayk — «Музыкальный» («Фантастика»)
- 8Miracle — «Best Days Ever» («Excuse My English»)
- Gyana — «Reworks» («Слабости»)

#### Кавер-версии
- 2021 — «Ты должна рядом быть» (feat. Мари Краймбрери)  («13 друзей Димы Билана»)
- 2023 — «Ты где-то там» («Трибьют Валерии»)

## Видеография
| Год  | Название                                                   | Режиссёр(ы)                           | Альбом/Мини-альбом           |
| ---- | ---------------------------------------------------------- | ------------------------------------- | ---------------------------- |
| 2011 | Миллионы звёзд                                             | Сергей Захаров                        | «Remote»                     |
| 2012 | К берегам                                                  | Михаил Милилян                        | «Ремонт»                     |
| 2013 | #МотСтелетЧоСели                                           | Рустам Романов                        | Сингл                        |
| 2013 | Понедельник-Вторник                                        | Александр Соломахин                   | «Чёрточка»                   |
| 2013 | Туса (& Тимати, Джиган & L’One)                            | Павел Худяков                         | Сингл                        |
| 2013 | В платье красивого цвета                                   | Александр Соломахин                   | «Ремонт»                     |
| 2013 | Молодая кровь (feat. Тимати)                               | Рустам Романов                        | Azbuka Morze                 |
| 2013 | Планета (feat. Kristina Si)                                | Рустам Романов                        | «Чёрточка»                   |
| 2013 | #МОТсейчасвклубе (OST «Одноклассники.ru: НаCLICKай удачу») | Рустам Романов                        | Azbuka Morze                 |
| 2014 | Страна OZ                                                  | Александр Соломахин                   | Azbuka Morze                 |
| 2014 | Чёрный день                                                | Алексей Боченин                       | Azbuka Morze                 |
| 2014 | Талисман (feat. Dimaestro)                                 | Алексей Боченин                       | «Акустический эффект»        |
| 2014 | Бенджамин (feat. L’One)                                    | Константин Королев и Евгений Спиваков | Azbuka Morze                 |
| 2014 | Мама, я в Дубае                                            | Рустам Романов                        | Сингл                        |
| 2014 | Рэп из мамы Раши                                           | Павел Торский                         | Сингл                        |
| 2014 | Кислород (feat. ВИА Гра)                                   | Алексей Куприянов                     | Сингл                        |
| 2015 | День и ночь                                                | Рустам Романов                        | «92 дня»                     |
| 2015 | Молодая кровь 2 (feat. Natan)                              | Дмитрий Валиков                       | Сингл                        |
| 2015 | Абсолютно всё (feat. Бьянка)                               | Екатерина Телегина                    | «Наизнанку», «Мысли в нотах» |
| 2016 | Капкан                                                     | Катя Як                               | «Наизнанку»                  |
| 2016 | Муссоны (feat. Артём Пивоваров)                            | Катя Як                               | «Наизнанку»                  |
| 2016 | В щепки (& Саша Чест, Тимати & Скруджи)                    | Заур Засеев и Павел Худяков           | Сингл                        |
| 2016 | 92 дня                                                     | Рустам Романов                        | «92 дня»                     |
| 2016 | На дне                                                     | Заур Засеев и Павел Худяков           | «92 дня»                     |
| 2016 | А может?! (feat. Миша Марвин)                              | Рустам Романов                        | «92 дня»                     |
| 2017 | Сопрано (feat. Ани Лорак)                                  | Заур Засеев и Павел Худяков           | «Добрая музыка клавиш»       |
| 2017 | Далласский клуб злопыхателей                               | Ян Боханович                          | Сингл                        |
| 2017 | Найди свою силу (& L’One & Тимати)                         | Павел Худяков                         | Сингл                        |
| 2017 | Yellow Song                                                | Катя Як                               | Сингл                        |
| 2017 | Когда исчезнет слово                                       | Катя Як                               | Сингл                        |
| 2017 | Звуки пианино                                              | Полина Назарьева и Иван Проскуряков   | «Добрая музыка клавиш»       |
| 2018 | Карты, Деньги, Две Тарелки                                 |                                       |                              |
| 2018 | Соло                                                       | Ян Боханович                          | Сингл                        |
| 2018 | Побег из шоубиза / Пролетая над коттеджами Барвихи         | Олжас Баялбаев                        | Сингл                        |
| 2018 | Свадебная                                                  |                                       | Сингл                        |
| 2018 | Белые ночи                                                 |                                       | Сингл                        |
| 2018 | Ракета (& Тимати, Егор Крид, Скруджи, Наzима & Terry)      | Заур Засеев и Павел Худяков           | Сингл                        |
| 2018 | По буквам                                                  | Катя Як                               | Сингл                        |
| 2019 | Сколько лет (feat. Валерий Меладзе)                        | Заур Засеев и Павел Худяков           | Сингл                        |
| 2019 | Как к себе домой (mood video)                              | Филипп Валиулин                       | Сингл                        |
| 2019 | Молодость                                                  | Катя Як                               | «Неизданное»                 |
| 2019 | Паруса (feat. Zivert)                                      | Ярослав Кротков                       | Сингл                        |
| 2019 | Перекрестки                                                | Артем Кияшко                          | Сингл                        |
| 2020 | Гудки                                                      | Александр Романов                     | Сингл                        |
| 2021 | Лилии (feat. JONY)                                         | Алексей Жуков                         | Сингл                        |
| 2021 | Не Бруклин (feat. LYRIQ)                                   | Ганна Богдан                          | Сингл                        |
| 2021 | Август - это ты                                            | Филипп Валиулин                       | «Август навсегда»            |
| 2021 | Hotel Rendezvous (feat. MeMaria)                           | не указан                             | Сингл                        |
| 2022 | По душам (mood video)                                      | не указан                             | Сингл                        |
| 2022 | Любовь как спецэффект                                      | не указан                             | Сингл                        |
| 2023 | Случайности не случайны                                    | Маша Жемчужина                        | Сингл                        |
| 2023 | Просто (feat. TONI)                                        | не указан                             | Сингл                        |
| 2024 | Когда мужчина влюблён                                      | Горленкова Юлия                       | Сингл                        |
| 2024 | Лето из одуванчиков                                        | не указан                             | «Август навсегда»            |
| 2025 | Перемены - это красиво                                     |                                       |                              |
| 2025 | Шарады (feat. Егор Крид)                                   | Тимофей Еременко                      | Сингл                        |

## Сингл
| Год  | Название                              | Страна/территория (Чарт)   | Страна/территория (Чарт)           | Страна/территория (Чарт)           | Страна/территория (Чарт)                    | Страна/территория (Чарт)            | Страна/территория (Чарт)          | Страна/территория (Чарт)                   | Страна/территория (Чарт)   | Альбом                 |
| Год  | Название                              | СНГ (Tophit Общий Топ-100) | Россия (Tophit Российский Топ-100) | Россия (Tophit Московский Топ-100) | Россия (Tophit Санкт-Петербургский Топ-100) | Украина (Tophit Украинский Топ-100) | Украина (Tophit Киевский Топ-100) | Россия и СНГ (Tophit Недельный по заявкам) | СНГ (Tophit Годовой общий) | Альбом                 |
| ---- | ------------------------------------- | -------------------------- | ---------------------------------- | ---------------------------------- | ------------------------------------------- | ----------------------------------- | --------------------------------- | ------------------------------------------ | -------------------------- | ---------------------- |
| 2013 | «Понедельник-вторник»                 | —                          | —                                  | —                                  | —                                           | —                                   | —                                 | 188                                        | —                          | «Чёрточка — EP»        |
| 2013 | «В платье красивого цвета»            | 246                        | —                                  | —                                  | —                                           | —                                   | —                                 | 116                                        | —                          | Сингл                  |
| 2014 | «Кислород» (feat. ВИА Гра)            | 22                         | 23                                 | 32                                 | —                                           | 61                                  | 26                                | 4                                          | 53                         | Сингл                  |
| 2015 | «День и ночь»                         | 130                        | —                                  | 194                                | —                                           | —                                   | —                                 | 33                                         | —                          | «92 дня»               |
| 2015 | «Абсолютно все» (feat. Бьянка)        | 16                         | 16                                 | 25                                 | 16                                          | 30                                  | 15                                | 1                                          | 155                        | «Наизнанку»            |
| 2016 | «Капкан»                              | 52                         | 54                                 | 55                                 | 53                                          | —                                   | —                                 | 89                                         | —                          | «Наизнанку»            |
| 2016 | «92 дня»                              | 134                        | —                                  | 162                                | —                                           | —                                   | 194                               | 98                                         | —                          | «92 дня»               |
| 2016 | «На дне»                              | 76                         | 94                                 | 71                                 | —                                           | —                                   | —                                 | 24                                         | —                          | «92 дня»               |
| 2017 | «Сопрано» (feat. Ани Лорак)           | 20                         | 4                                  | 2                                  | 7                                           | 7                                   | 3                                 | 1                                          | 3                          | «Добрая музыка клавиш» |
| 2017 | «Когда исчезнет слово»                | 158                        | —                                  | —                                  | —                                           | —                                   | —                                 | —                                          | —                          | «Добрая музыка клавиш» |
| 2018 | «Соло»                                | 82                         | —                                  | —                                  | —                                           | —                                   | —                                 | —                                          | —                          | Сингл                  |
| 2018 | «Шаманы»                              | 147                        | —                                  | —                                  | —                                           | —                                   | —                                 | —                                          | —                          | Сингл                  |
| 2019 | «Сколько лет» (feat. Валерий Меладзе) | 33                         | —                                  | 42                                 | —                                           | —                                   | —                                 | —                                          | —                          | Сингл                  |

«—» песня отсутствовала в чарте